# Ляпичевское сельское поселение
Ляпичевское се́льское поселе́ние — муниципальное образование в составе Калачёвского района Волгоградской области.
Административный центр — хутор Ляпичев.

## История
Ляпичевское сельское поселение образовано 20 января 2005 года в соответствии с Законом Волгоградской области № 994-ОД.

## Население
| 2010  | 2012  | 2013  | 2014  | 2015  | 2016  | 2017  |
| ----- | ----- | ----- | ----- | ----- | ----- | ----- |
| 2702  | ↘2668 | ↘2639 | ↘2588 | ↘2567 | ↘2515 | ↘2469 |
| 2018  | 2019  | 2020  | 2021  |       |       |       |
| ↘2431 | ↘2408 | ↗2410 | ↘2351 |       |       |       |

## Состав сельского поселения
| № | Населённый пункт | Тип населённого пункта        | Население |
| - | ---------------- | ----------------------------- | --------- |
| 1 | Вербовский       | хутор                         | 262       |
| 2 | Донской          | посёлок                       | 612       |
| 3 | Ляпичев          | хутор, административный центр | 1266      |
| 4 | Новоляпичев      | хутор                         | 360       |
| 5 | Новопетровский   | хутор                         | 202       |